# Louis Leterrier
Louis Leterrier (ur. 17 czerwca 1973 w Paryżu) – francuski reżyser, syn François Leterriera, który także był reżyserem.

## Początki
W wieku 18 lat opuścił Francję, aby studiować na Tisch School of the Arts, która jest częścią Uniwersytetu Nowojorskiego. Karierę reżyserską zaczynał jako asystent Jeana-Pierre’a Jeuneta podczas kręcenia filmu Obcy: Przebudzenie. Po powrocie do Francji był asystentem Luca Bessona przy produkcji reklam oraz filmu Joanna d’Arc. Był także drugim asystentem Alaina Chabata podczas zdjęć do filmu Asterix i Obelix: Misja Kleopatra, w którym zagrał też epizodyczną rolę.

## Kariera
W 2002 roku Luc Besson powierzył mu wraz z Coreyem Yuenem rolę reżysera filmu Transporter. W 2005 roku kontynuował pracę z Bessonem już jako jedyny reżyser przy filmie Człowiek pies, a następnie w tym samym roku nakręcił dla niego sequel filmu Transporter. Jego pierwszym wysokobudżetowym filmem nakręconym w Hollywood był Incredible Hulk z 2008 roku na podstawie komiksu Marvela. Kolejnym filmem nakręconym przez Leterriera w Ameryce było Starcie tytanów z 2010 roku, który jest remake'em filmu Zmierzch tytanów z 1981 roku. Jak dotąd jego filmografię zamyka thriller Iluzja z 2013 roku. Obecnie pracuje nad parodią filmu szpiegowskiego z udziałem Sachy Barona Cohena pod tytułem The Brothers Grimsby.

## Filmografia
- Transporter (2002)
- Transporter 2 (2005)
- Człowiek pies (2005)
- Incredible Hulk (2008)
- Starcie tytanów (2010)
- Iluzja (2013)
- Grimsby (2016)